# Henryk Sporoń
Henryk Franciszek Sporoń (ur. 7 sierpnia 1926 w Świerklańcu) – publicysta historyczny, piszący także pod pseudonimem Henryk Kowalik.

## Życiorys
W czasie II wojny światowej wcielony do Wehrmachtu, walczył na Słowacji i Węgrzech. Ranny w marcu 1945, przebywał w wojskowym, przyfrontowym szpitalu w Czechach uniknął amputacji nogi. Następnie był w sowieckiej niewoli. Powrócił po wojnie na Śląsk. Ukończył Liceum Pedagogiczne w Tarnowskich Górach, Instytut Kształcenia Kadr Naukowych w Warszawie – historia powszechna (1954) i WSP w Krakowie – geografia (1964). Podyplomowe Studia na Uniwersytecie Śląskim w Katowicach (1974–1976). Praca pedagogiczna – nauczyciel geografii i historii w szkołach podstawowych i średnich w Rusinowicach, Katowicach, Świętochłowicach, Tarnowskich Górach, Mierzęcicach, Radzionkowie, Świerklańcu, Koszęcinie, Norymberdze i Schweinfurcie.
W czasie stanu wojennego internowany, przebywał w więzieniu w Katowicach, Jastrzębiu Szerokiej, Uhercach i Rzeszowie Załężu. Po zwolnieniu wyjechał w 1983 bez prawa powrotu z całą rodziną do Niemiec Zachodnich. Zajmuje się dokumentacją najnowszej historii Polski: okresem stanu wojennego, tematami śląsko-polsko-niemieckimi. W Niemczech broni Polski przed nacjonalistami, w Polsce tępi narodową megalomanię i walczy ze stereotypami.
Z żoną Scholastyką mają dwie córki: Aldonę i Wirginię.

## Publikacje
- Z rodzinnych stron i emigracji - Wydawnictwo GŚD, Chorzów, 1999.
- Henryk Sporoń: W poszukiwaniu historycznej prawdy. Lublin: GRAMMA, 2005. ISBN 83-89608-03-0. Brak numerów stron w książce
- Wspomnienia i listy z ośrodków internowania PRL w czasach stanu wojennego 1981-1982- Wydawnictwo GŚD, Chorzów 2006.
- Józef Mackiewicz: pisarz objęty polityczną klątwą za głoszenie historycznej prawdy, zwłaszcza tej o Katyniu... - Wydawnictwo GŚD, Chorzów 2009.

## Nagrody i wyróżnienia
- 2006: Statuetka Srebrne skrzydło przyznawana przez Burmistrza Tarnowskich Gór dla osób szczególnie zasłużonych dla miasta[4].